# Lista do Patrimônio Mundial em El Salvador
A Organização das Nações Unidas para a Educação, a Ciência e a Cultura (UNESCO) propôs um plano de proteção aos bens culturais do mundo, através do Comité sobre a Proteção do Património Mundial Cultural e Natural, aprovado em 1972. Esta é uma lista do Patrimônio Mundial existente em El Salvador, especificamente classificada pela UNESCO e elaborada de acordo com dez principais critérios cujos pontos são julgados por especialistas na área. El Salvador, um pequeno país da América Central de intenso legado cultural maia, ratificou a convenção em 8 de outubro de 1991, tornando seus locais históricos elegíveis para inclusão na lista.
O sítio Joya de Cerén foi o primeiro local de El Salvador incluído na lista do Patrimônio Mundial da UNESCO por ocasião da 17ª Sessão do Comitè do Património Mundial, realizada em Cartagena das Índias (Colômbia) em 1993. Desde a mais recente adesão à lista, este local permanece como a única inclusão de El Salvador como Patrimônio da Humanidade, sendo este de classificação Cultural. 

## Bens culturais e naturais
El Salvador conta atualmente com os seguintes lugares declarados como Patrimônio da Humanidade pela UNESCO:
| | Sitio Arqueológico de Joya de Cerén |
| Bem natural inscrito em 1993. |                                     |
| Localização: La Libertad |                                     |
| Como as cidades romanas de Pompeia e Herculano, a comunidade agrícola pré-hispânica de Joya de Cerén foi subitamente soterrada por uma erupção do vulcão Laguna Caldera por volta do ano 600. Graças ao seu perfeito estado de conservação, os restos deste local testemunham excepcional sobre o cotidiano dos agricultores mesoamericanos da época. (UNESCO/BPI) |                                     |

## Lista Indicativa
Em adição aos sítios inscritos na Lista do Patrimônio Mundial, os Estados-membros podem manter uma lista de sítios que pretendam nomear para a Lista de Patrimônio Mundial, sendo somente aceitas as candidaturas de locais que já constarem desta lista. Desde 1992, El Salvador conta com 6 locais na sua Lista Indicativa.